# Culturismo

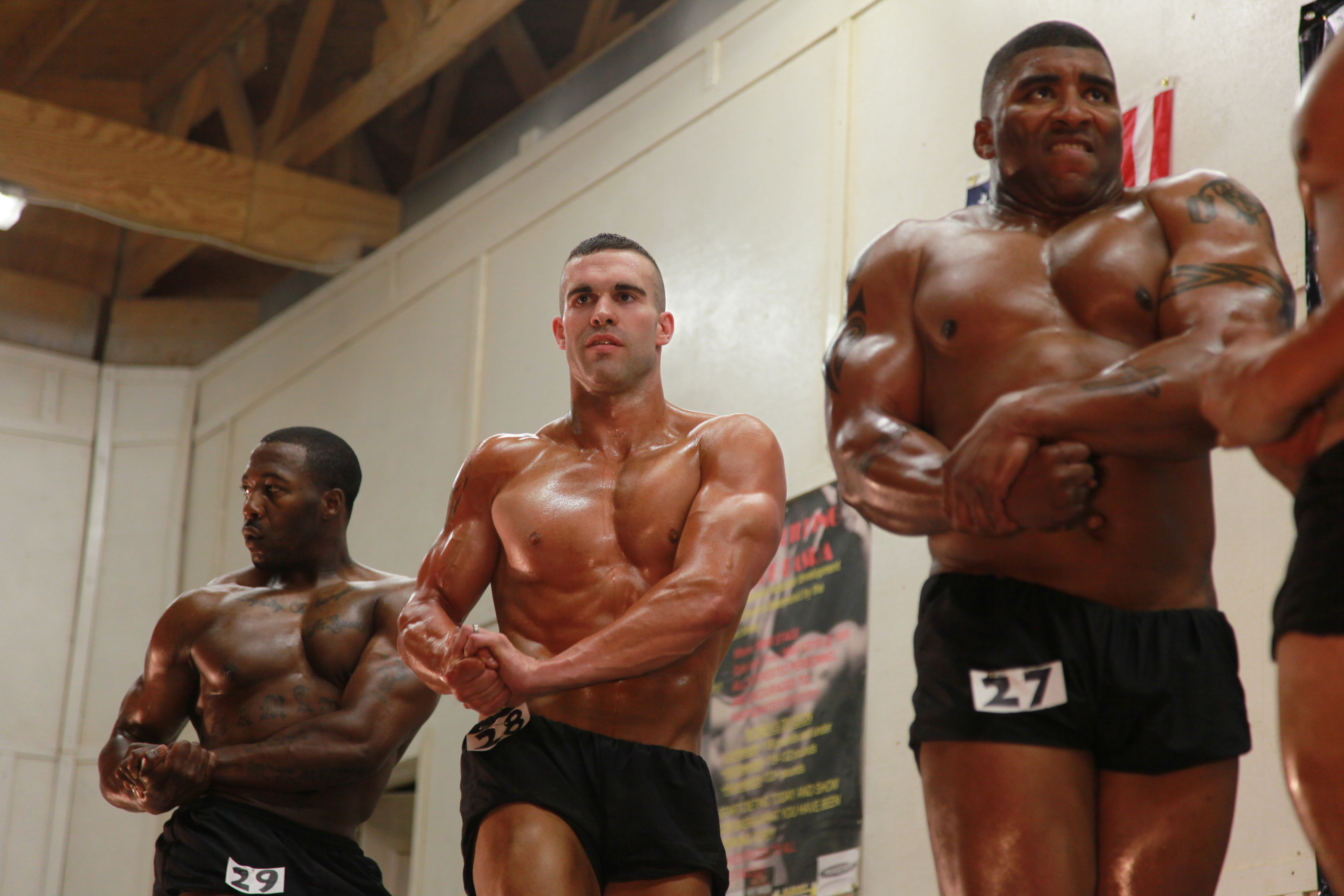
Varios miembros de la Armada de los Estados Unidos posando en un concurso de fisicoculturismo.

El culturismo o fisicoculturismo es una actividad física consistente en la realización de un programa de entrenamiento con pesas en un gimnasio con la intención de desarrollar y controlar la musculatura, por medio de diversos tipos de ejercicios de fuerza, orientados a generar hipertrofia muscular. Es una actividad que el culturista o fisicoculturista realiza en gimnasios, y cuyo fin suele ser la obtención de una musculatura fuerte y definida, así como mantener la mayor definición y simetría posible de la misma. También se suele llamar musculación a la actividad encaminada a hipertrofiar el músculo (su diferencia con el culturismo radica en que la musculación no exige poses como objetivo del trabajo muscular). 
El culturismo es una actividad deportiva distinta del fitness, la halterofilia, el powerlifting, la calistenia, el atletismo y deportes que complementan sus entrenamientos con ejercicio anaeróbico. En algunos países no está formado como deporte de competición.

## Historia

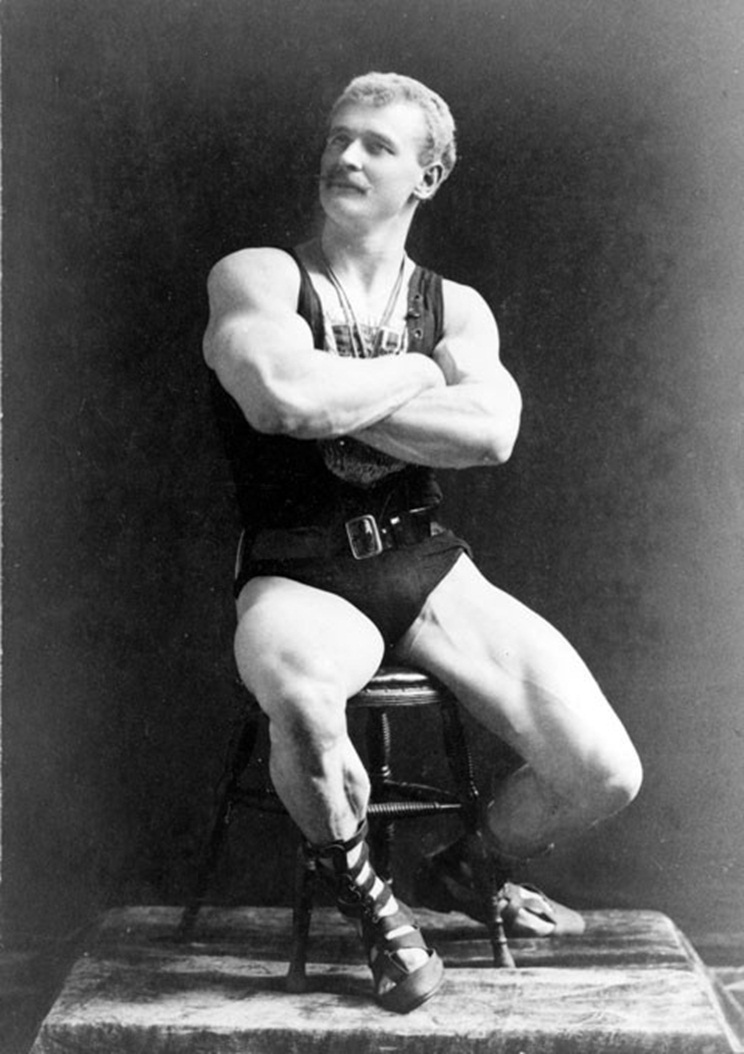
Eugen Sandow, el padre del fisicoculturismo moderno.

El fisicoculturismo es la actividad física encaminada al máximo desarrollo muscular (de la musculatura visible) del ser humano. Desde este punto de vista, comparte con otros deportes ciertos métodos y destrezas, aunque su finalidad es notoriamente diferente. 
Esta actividad tiene sus primeras manifestaciones en figuras de vasos griegos; al parecer, ya se usaban pesos de manos (a modo de lastre) para realizar saltos o ejercicios con el fin de aumentar la fuerza y longitud del salto.. Se trata de comportamientos dirigidos fundamentalmente al desarrollo de la fuerza o de su tamaño, con el objetivo de la supervivencia como clara finalidad, o bien como ritos religiosos en festividades concretas.
Sus primeras referencias históricas, por tanto, podrían llevarnos a la Grecia antigua donde el cuerpo humano tuvo una relevancia cultural que se ha resucitado en nuestros días. El culturista o atleta muscularmente hipertrofiado podemos observarlo en múltiples representaciones escultóricas: Hércules, Laocoonte, frisos con guerreros, etc.
La palabra culturismo procede del francés. Se considera que fue en Francia en los siglos XVIII y XIX donde tuvo lugar el nacimiento de una disciplina deportiva que tenía como finalidad la estética, palabra que entronca directamente con la cultura física.

### Eugen Sandow (1867-1925)
Eugen Sandow fue un atleta de origen prusiano considerado el padre del culturismo moderno, ya que fue el primero en realizar exhibiciones en las que mostraba su musculatura. Sandow pregonaba un «ideal griego» en cuanto a las proporciones de las diferentes partes del cuerpo humano y fue uno de los primeros en comercializar equipos mecánicos para la realización de ejercicios, tales como pesas y poleas. Sandow también organizó el primer concurso de culturismo, celebrado el 14 de septiembre de 1901 en el Royal Albert Hall de Londres. El concurso se llamó The Great Competition (La Gran Competición).
En Sandow encontramos también antecedentes directos de uno de los elementos esenciales del culturismo: la pose. Con Sandow, las exhibiciones de la musculatura se hacen bajo ciertas poses que evidencian de forma contundente el desarrollo muscular alcanzado.
La pose será fundamental en el ulterior culturismo profesional, hasta el punto de que el culturista trabaja para posar en un escenario ante un grupo de jueces que valorará su desarrollo a partir de la ejecución de ciertas poses.

### Años 1950 y 1960
El fisicoculturismo se hizo más popular en los años 1950 y 1960 con la aparición de aparatos de gimnasio más sofisticados, la unión a este deporte de campeones de gimnasia y la divulgación simultánea de entrenamiento de los músculos, sobre todo por Charles Atlas, cuya publicidad en los libros de historietas y publicaciones de otros alentó a muchos jóvenes al entrenamiento con pesas para mejorar su físico y parecerse a los superhéroes del cómic. 
De los atletas notables de esta época están el estadounidense John Grimek, campeón nacional de gimnasia y levantamiento de pesas, y el británico Reg Park, ganadores de los títulos de culturismo en competiciones recién creadas como Mr. Universo y Mr. América.
La aparición de revistas especializadas, como Strength & Health  o Muscular Development tuvo gran éxito y repercusión. El elenco de algunos culturistas en el cine fue otro importante vehículo para la divulgación de este deporte. Entre los actores-culturistas más famosos figuran Steve Reeves y Reg Park, que se presentaron en los papeles de Hércules, Sansón y otros héroes legendarios, muy de moda en un género de cine denominado peplum. Dave Draper ganó fama pública a través de apariciones en Muscle Beach Party, serie de películas con Annette Funicello y Frankie Avalon. 
Otras estrellas en ascenso en este período fueron Larry Scott, Serge Nubret, y Sergio Oliva. La Federación Internacional de Fisicoculturismo (IFBB) fue cofundada por Joe Weider y su hermano Ben. La IFBB finalmente desplazó a la Unión Atlética Amateur de los títulos Universo y también la NABBA (Asociación Nacional de Culturistas Aficionados de Estados Unidos).

### Edad de Oro
Se denomina «edad de oro del culturismo» al momento de máximo desarrollo y popularidad de este deporte, entre las décadas de 1940 y 1970. Durante este periodo surgen figuras como las de Vince Gironda, Steve Reeves, Franco Columbu, Arnold Schwarzenegger o Frank Zane.  
Coincidió con una nueva visión, más comercial, de este deporte, gracias al impulso de figuras como Joe Weider y la creación de nuevos concursos, entre los que destacaba el Mr. Olympia. Mientras, seguían desarrollándose nuevas investigaciones en el mundo de la nutrición, suplementación y entrenamiento.

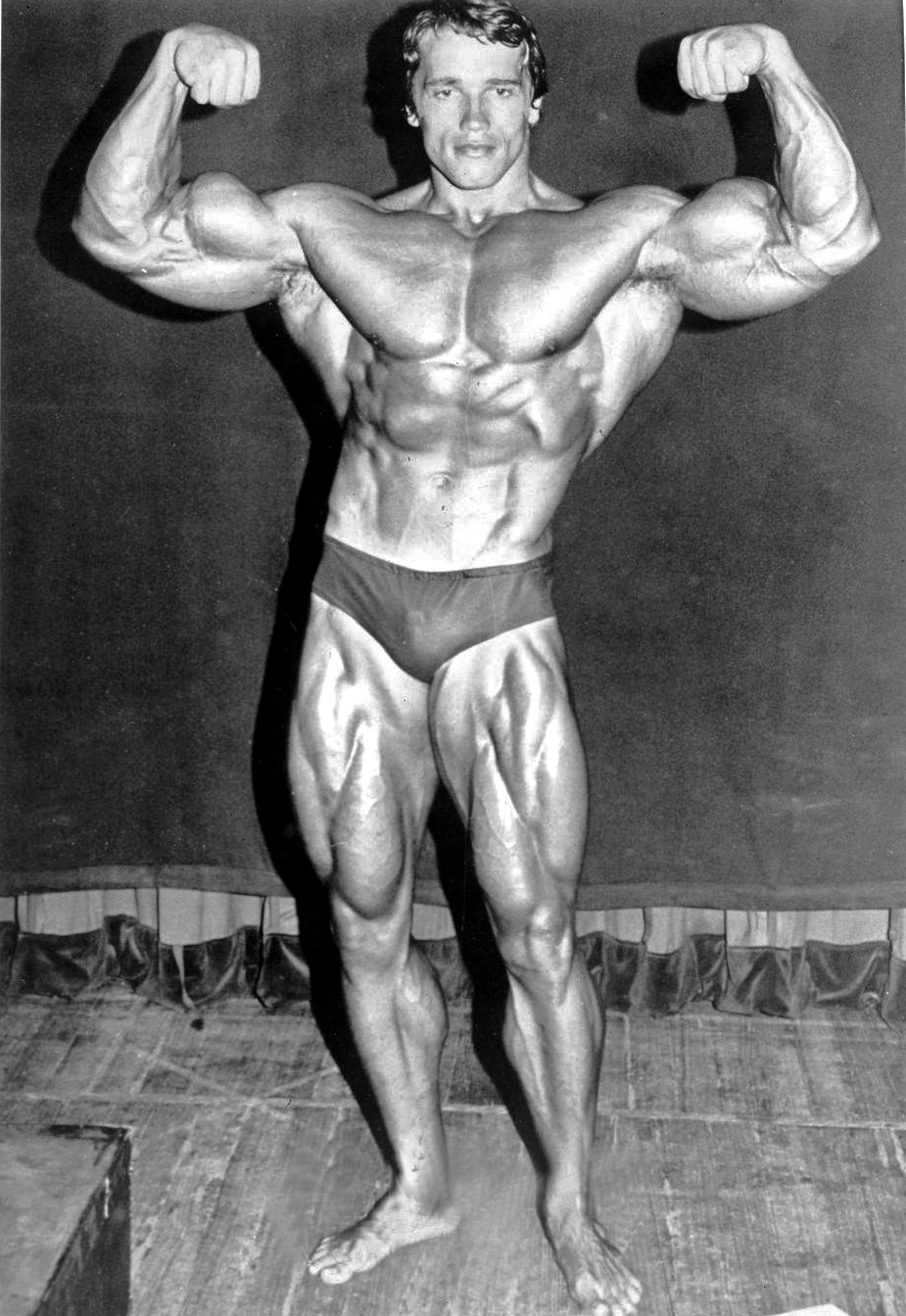
Arnold Schwarzenegger en 1974.

Durante esta fase se produce la incorporación de España. Tímidamente durante los años 1970, de forma acelerada a partir de la década de 1980.

## Introducción
Para sus practicantes el culturismo es un estilo de vida que analizándolo bajo el aspecto de mantener un hábito de vida basado en el ejercicio físico y una alimentación adecuada, puede ser muy saludable. Sin embargo, en ocasiones, trastornos personales unidos a una visión obsesiva del deporte pueden conducir a trastornos psicopatológicos, como pueden ser la musculodismorfia o vigorexia.
Durante los años en los que el culturismo se propagó por Europa y los Estados Unidos (décadas de 1940-50) hubo una gran cantidad de practicantes anónimos, para los que la salud y el bienestar eran objetivos principales. Entonces, sin apenas conocimientos de dietas ni principios de entrenamiento, adquirir grandes masas musculares era complicado. 
El culturismo es el proceso de aumento de tamaño de fibras musculares mediante la combinación de entrenamiento con cargas (levantamiento de pesos), aumento de la ingestión calórica y descanso.
Para alcanzar un desarrollo muscular extraordinario, los culturistas deben concentrarse en tres líneas básicas de acción:
- Levantamiento de peso contra resistencia: El entrenamiento con pesas provoca transformaciones inducidas en las fibras musculares. Esto se conoce como microtrauma. Estas pequeñas lesiones en el músculo contribuyen al cansancio experimentado tras el ejercicio. La reparación de los microtraumas (papel jugado por las llamadas "células satélite" que se encuentran en torno a las fibras musculares) forma parte del crecimiento muscular (hipertrofia). Para el entrenamiento culturista se utilizan normalmente rutinas de entrenamiento organizadas en series y repeticiones, junto a planificaciones temporales de entrenamiento (en micro-, meso- y macrociclos).

- Una dieta de alta calidad incorporando proteínas adicionales: el crecimiento y reparación muscular, sin embargo, no pueden tener lugar sin una adecuada nutrición. Un culturista tiene requerimientos de proteínas mayores que los de una persona sedentaria para reparar el daño causado por el entrenamiento con pesas. Además de las proteínas, los carbohidratos son muy importantes para el aporte de energía durante el entrenamiento. Las proporciones que suelen recomendarse a nivel nutricional son variables, en función del biotipo del atleta (ecto-, meso- o endomorfo).

- Un descanso apropiado para facilitar el crecimiento. Sin un descanso adecuado y sueño el cuerpo no encuentra oportunidad para reconstruir y reparar las fibras dañadas. Son necesarias unas ocho horas como mínimo de descanso para un fisicoculturista para encontrarse en buen estado en la siguiente sesión de entrenamiento.

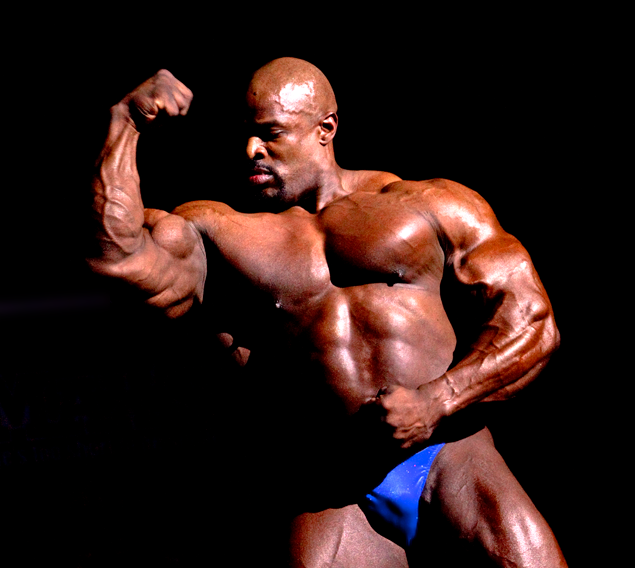
Ronnie Coleman, 8 veces Mr. Olympia, en octubre de 2009.

## Competición

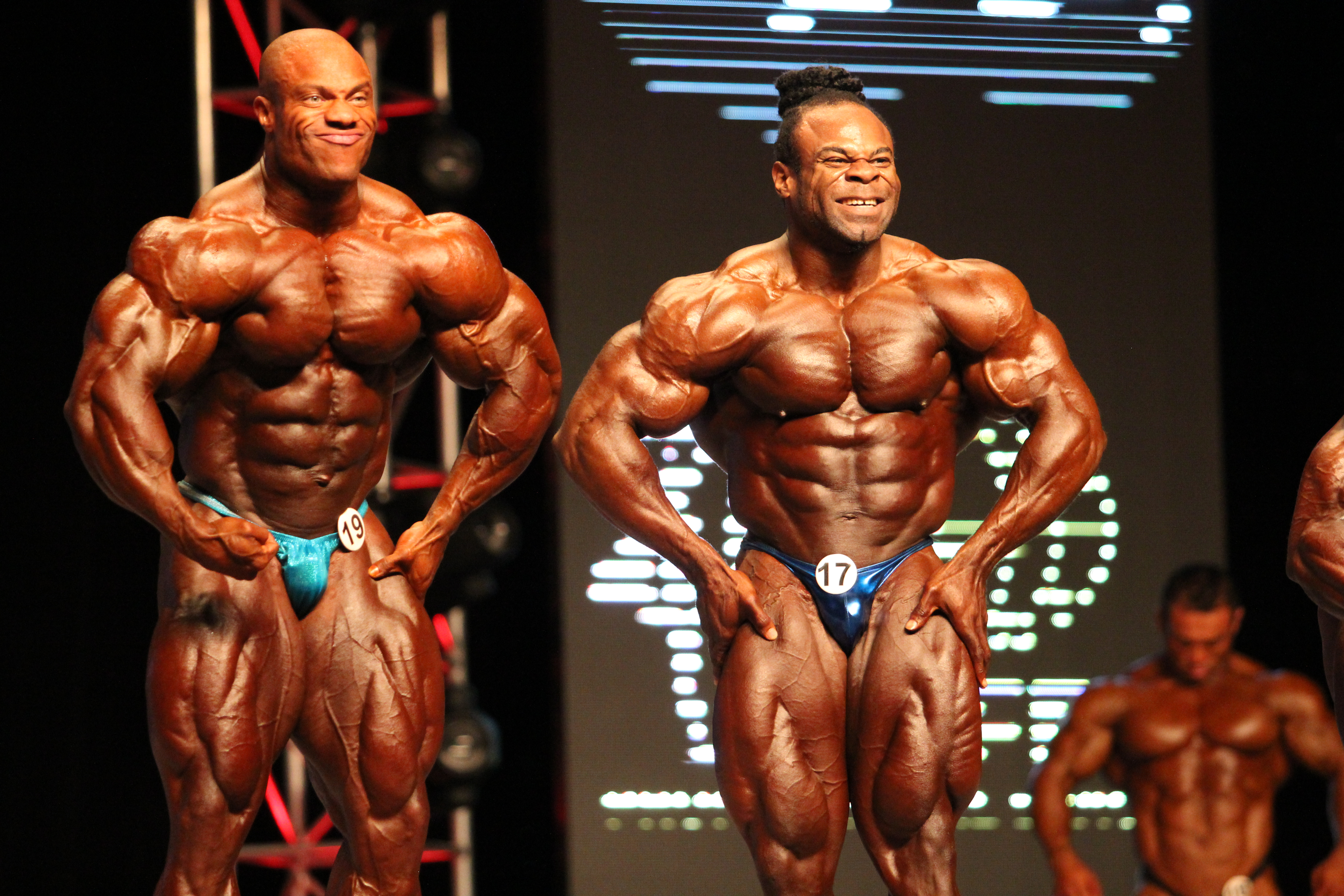
Los culturistas Phil Heath y Kai Greene en el Mr. Olympia 2012.

Los culturistas profesionales que se dedican a la competición ejecutan poses frente a un jurado, que asigna puntuaciones y otorga títulos como los de Mister Universo o Mister Olympia. 
La competición de culturismo, básicamente, está dividida en dos rondas; la primera, conocida como precompetición o semifinales, en la que se realizan 4 poses de simetría y 7 poses obligatorias de musculación para determinar el grado de desarrollo, definición, tamaño, simetría, proporciones, además de la estética para dirimir las puntuaciones. La segunda parte recibe el nombre de final o competición, donde llegan entre 5 y 6 finalistas, que tienen cada uno un minuto de música para realizar una coreografía de poses libres.

## Culturismo femenino

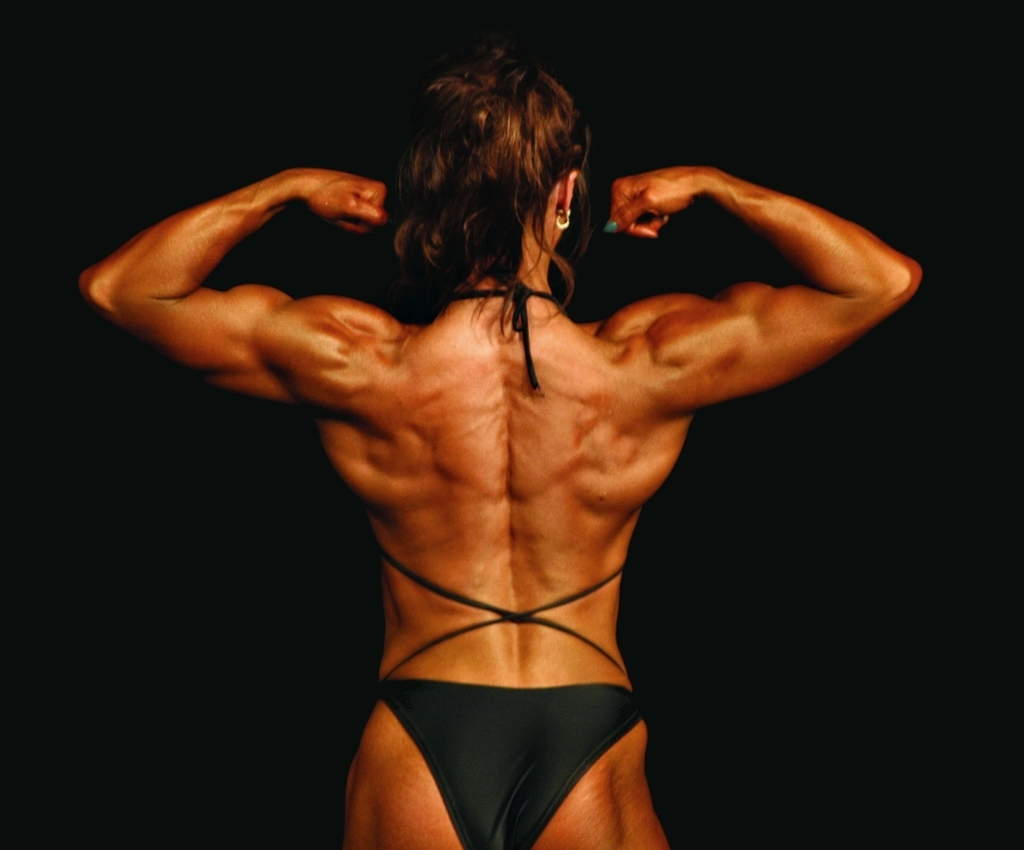
Una culturista posando en el London Classic and Stars of Tomorrow, noviembre de 2007.

Aunque en sus inicios fue un deporte exclusivamente para varones, en la década de 1980 comenzaron a surgir competiciones femeninas.
En ciertos países, las mujeres que practican el culturismo tienden a provocar un cierto rechazo social, debido a preconcepciones culturales sobre la feminidad. Este hecho provocó una evolución del culturismo femenino y la aparición de nuevas modalidades donde se da mayor relevancia a las formas femeninas que al tamaño y definición en sí. Esto es, más cerca de la imagen de feminidad que la sociedad suele entender como aceptable. Estas modalidades son la reciente bodyfitness o figuras y el fitness, en la que las competidoras demuestran además habilidades físicas y coreográficas. 
La tendencia mundial es la de un mejor manejo de la feminidad y los nuevos concursos y competiciones del culturismo profesional están promoviendo un crecimiento muscular natural, es decir sin utilizar químicos que deforman la feminidad como por ejemplo los esteroides, que si bien dan crecimiento muscular puede cambiar las facciones de la cara ya sea hombre o mujer.

## Dopaje
A pesar de que ninguna federación fomenta su uso la mayoría de los competidores profesionales y por lo menos la mitad de los culturistas aficionados utilizan drogas para aumentar notoriamente su masa muscular, su rendimiento físico y su definición muscular. 
De entre ellas las más usadas son las hormonas sintéticas, comúnmente conocidas como esteroides anabólicos o simplemente esteroides (incluidos algunos destinados al uso veterinario). Además, suelen administrarse otros tipos de drogas dopantes como diuréticos, insulina, hormona del crecimiento, eritropoyetina, análogos de hormonas gonadotrópicas, psicoestimulantes, simpaticomiméticos, etc. También algunos competidores utilizan otras sustancias dopantes como los anabolizantes. El dopaje hace del culturismo un deporte bastante oscuro, en el que todos los competidores están en el punto de mira.
Para contrarrestar los efectos adversos, suele usarse protectores hepáticos e inhibidores de la enzima aromatasa, aunque este último, suele tener riesgos.
En cuanto al uso de las mismas por parte de individuos sanos y en dosis generalmente superiores a las terapéuticas, el abuso de estas sustancias provoca efectos secundarios adversos a nivel óseo, inmunológico, cardiovascular, hormonal y psicológico.